# Diversibipalium rauchi
Diversibipalium rauchiは、コウガイビルの一種。1894年にシンガポールで捕獲された個体に基づいて記載された。体には黄色味のある地色に暗黒褐色の横縞があり、頭部は橙色である。体色には変異があるとも言われる。
属名 Diversibipalium は「多様なビパリウム」の意で、所属未確定の種を寄せ集めた寄集群であることを表現したもの、種小名の rauchi は本種の記載者である Graff の「親切な友人であるシンガポール領事の Rauch 氏」への献名。

## 分布
シンガポール（タイプ産地もシンガポール）。
米国のフロリダでも本種と思われるものが見つかっているが、定着しているのか偶発的に見つかっただけなのかは不明である。

## 形態
以下の説明は Graff (1899: p. 457-458)の再記載に基づく；

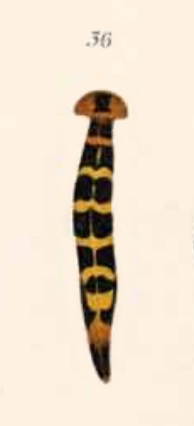
ホロタイプ（匍匐時）Graff, 1899

生きて這っているときの体長は42 mm。地色は鮮やかな黄色で、頭部と尾端近くで明るい茶色に移行する。
頭部中央には四角い黒褐色斑があり、 胴部にも8対の黒褐色斑からなる色帯がある。そのうち第1帯から第5帯まではほぼ四角形で、中央部分は非常に細い地色の縦線によって完全に左右に分離する。第6帯をつくる1対の黒褐色斑は三角形で背中の中央に寄り、第7帯の黒褐色斑は変形して側方が前方に細く伸び、その先端は第5帯の近くまで及ぶ。 第8帯（最後の斑）は尾端以外の尾部を染め、縦長で中央の地色による分離が不明瞭で、輪郭もぼやけている。
アルコール液浸中では体長は31 mmに収縮し、体と頭の最大幅は4 mm、咽頭は12 mm、生殖孔は前端から16 mmの位置にある。背面はアーチ状に湾曲し、腹面はほぼ平らで、前部から始まる白っぽい匍匐帯の幅は腹面全体の幅の約1/5、匍匐帯以外の腹面は全体が淡黄色で、背面の黒色帯がうっすら透けて見える。眼は頭部の腹面と周縁、および首周りにまばらに配置される。

## 分類
本種はオーストリア出身の動物学者 Ludwig von Graff によってシンガポール植物園をタイプ産地としてビパリウム属 Bipalium の1種として記載された。しかし本種も含め、古典的分類における「ビパリウム属」は、その後の研究の進展によって多系統群であると見なされるようになったが、古い時代に外見の特徴のみで本属として記載された種には、分類に不可欠な生殖器の構造等が不明なものも少なくない。したがって今日の基準での分類すべき属が不明なため、それらを寄せ集めて一時的に仮置きするための場が必要となり、川勝正治ら（2002）によって便宜上の属（寄集群） Diversibipalium Kawakatsu, Ogren, Froehlich & Sasaki, 2002 が創設され、本種も他の多くの種とともにこの寄集群に移されることとなり、川勝正治ら（2002）によって学名が Diversubipalium rauchi に変更された。そのため記載者名も () で括られる。

### 原記載
- 原記載時の学名：Bipalium rauchi Graff, 1898
- 原記載： Graff , 1898. Ann. Jard. Botan. Buitenzorg. Suppl. II: p. 122（検索表内の簡単な記載） [2]
- 詳しい再記載： Graff , 1899. Monographie der Turbellarien II. p. 457-459 [4], pl. 9, fig. 36 [8].
- タイプ産地：「botanischen Garten zu Singapore」（シンガポール植物園）。1894年1月に1個体のみ発見[4]。

### 類似種

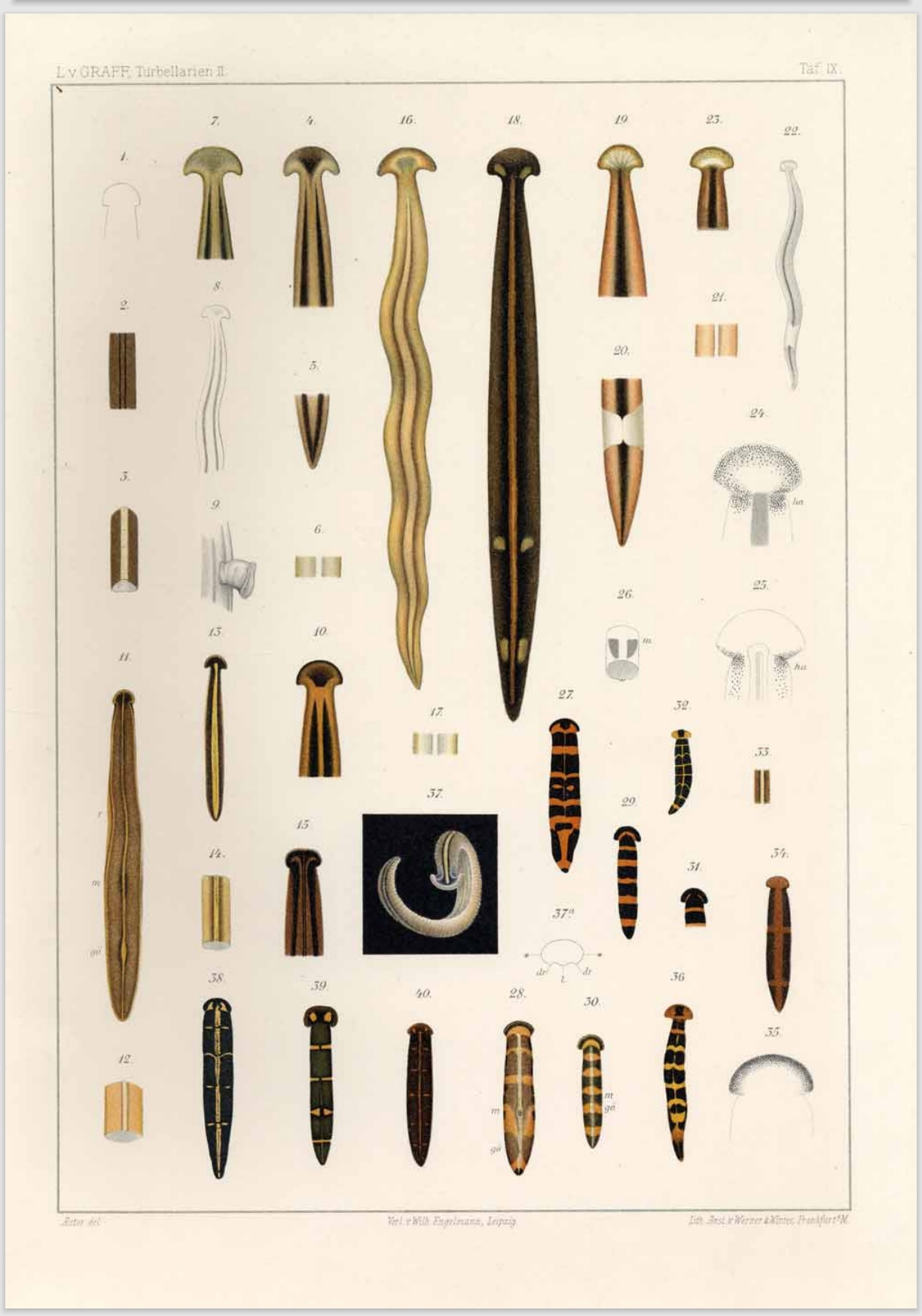
上掲のホロタイプの図がある図版全体。Graff, 1899

- Diversibipalium engeli (den Hartog, 1968) [9]

本種も D. rauchi と同じくシンガポールから Bipalium の一種として記載され、D. rauchi と同様に頭部に黒い方形斑があり、体に8本の黒色横帯をもつ点で非常によく似ている。ただし本種もまた外見のみによる分類のため、実際の所属が不明な種として川勝正治ら（2002）によって属名が原記載時の Bpalium から Diversubipalium に変更された。
上述のとおり D. rauchi と酷似しているが、記載者の Hartog は両者は黒帯のパターンや淡色部（地色）の色の違い、腹面の斑紋等で区別できるとした。すなわち D. rauchi では第1帯から第5帯まではほぼ同じ太さで概ね方形となるが、D. engeli の黒帯は第1帯と第3帯が顕著に細く、第2帯と第4帯は幅広になる。また D. rauchi の第6帯は側方で狭くなり、第7帯は変形して側方が前方に伸びて第5帯に接するほどになり、第8帯は尾の先端を染め残すが、 D. engeli の第6帯は両側に狭くならず、第7帯も変形せず、第8帯は尻の先端まで黒く染めるので異なるという。更に D. rauchi の地色は黄色で、前後両端に向かって茶色がかるが、D. engeli の淡色部は乳白色であること、 D. rauchi の腹面は無斑なのに対し D. engeli の腹面には明瞭で独特な黒色パターンが出ること（）、 D. rauchi ではほぼ全ての黒帯が背面中央の淡色縦線で多少なりとも二分されるのに対し、D. engeli では第7帯のみが二分され、他の色帯は完全な点で異なるとする。
しかしネット上でそれぞれの種に同定されている写真でも、個体によって黒帯や地色に変異があり、必ずしもこれらの記載どおりでないものも見られる。本記事右上の生態写真の個体でも、地色は黄色というより乳白色である点や、黒帯が背面中央で分離していないように見える点ではむしろ D. engeli の記載に合うが、第1帯が細くならない点では D. rauchi に近い。